# Будівлі Харківської селекційної станції
Будівлі Харківської селекційної станції — комплекс споруд на проспекті Героїв Харкова, 142, що зведений у 1909—1911 роках як головна база Харківської сільськогосподарської селекційної станції. Архітектурний ансамбль є зразком українського модерну та має статус пам'ятки архітектури місцевого значення.

## Історія
Харківська селекційна станція заснована у 1908 році з ініціативи професора Івана Красуського при Харківському товаристві сільського господарства. Першим директором став Петро Будрін, а у 1909 році до роботи долучився Василь Юр'єв — майбутній керівник установи, ім'ям якого вона згодом була названа.
Будівництво основного корпусу станції розпочалося в 1909 році й фінансувалося коштом товариства. Через брак коштів на завершення даху головного будинку зверталися за допомогою до урядових структур. Основний етап зведення тривав до 1911 року. У жовтні 1910 року відбулося освячення головної будівлі, а незабаром — урочисте відкриття станції. Початково установа займалася селекцією ярих культур, вирощуванням кормових рослин, закладенням дослідних посівів та ботанічного саду. Загальна площа землеволодіння на той час становила понад 130 десятин. У 1913 році станція увійшла до складу Харківської обласної сільськогосподарської дослідної станції.
Протягом 1920-х років тут створені перші сорти зернових Харківської селекції, а у 1929 році установу реорганізовано в Український науково-дослідний інститут зернового господарства (нині Інститут рослинництва імені В. Я. Юр'єва НААН України).
Будівлі Харківської селекційної станції є пам'ятками архітектури та містобудування місцевого значення (Комплекс «Селекційна станція», охоронний № 7252-Ха). Будинок, у якому жив і працював В. Я. Юр'єв також є пам'яткою історії місцевого значення (охоронний № 2005).

## Архітектура
Комплекс будівель Харківської селекційної станції зведений у стилі українського архітектурного модерну за проєктом Євгена Наумовича Сердюка. Участь у реалізації проєкту, ймовірно, брав архітектор Здислав Юліанович Харманський, який на той час був губернським земським інженером і завідувачем технічного відділу Міської управи. Будівлі споруджувалися на орендованій у міста ділянці на сучасному проспекті Героїв Харкова (тоді — Чугуївському шосе).
Центральна двоповерхова споруда вирізняється асиметричним плануванням, карнизами з орнаментом, вікнами із закругленими верхами та сандриками, а також шестикутними вікнами на другому поверсі.. Характерною ознакою є кутова башта з триярусним завершенням з ґонтовим дахом, що стилістично нагадує українське дерев'яне церковне будівництво та храми в стилі козацького бароко. На вході збереглися оригінальні дерев'яні двері з різьбленням у вигляді національних мотивів — зокрема зображення трикутної виноградної лози та квітів. Мезонін і дах покриті черепицею. Усередині будівлі збереглася підлога з берґенгеймівської плитки.
Крім адміністративного корпусу, до складу комплексу входять лабораторні, господарські споруди та житлові будинки. Один із таких, розташований за сучасною адресою проспект Героїв Харкова, 144/1, вирізняється архітектурною композицією у вигляді центрального двоповерхового блоку з бічними одноповерховими прибудовами, хоча елементи українського модерну в ньому практично відсутні.

## Галерея

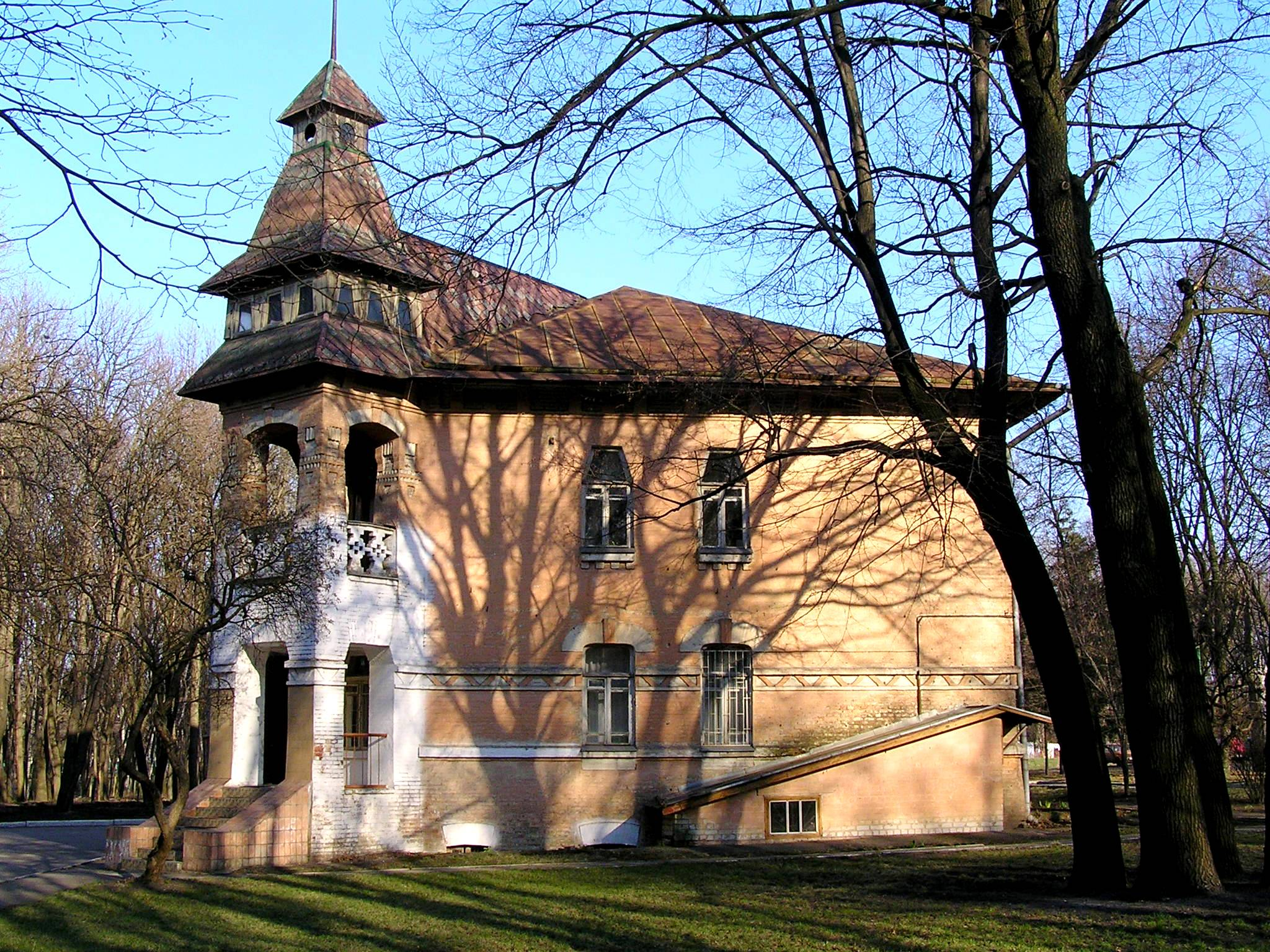
Головний корпус. Бічний фасад
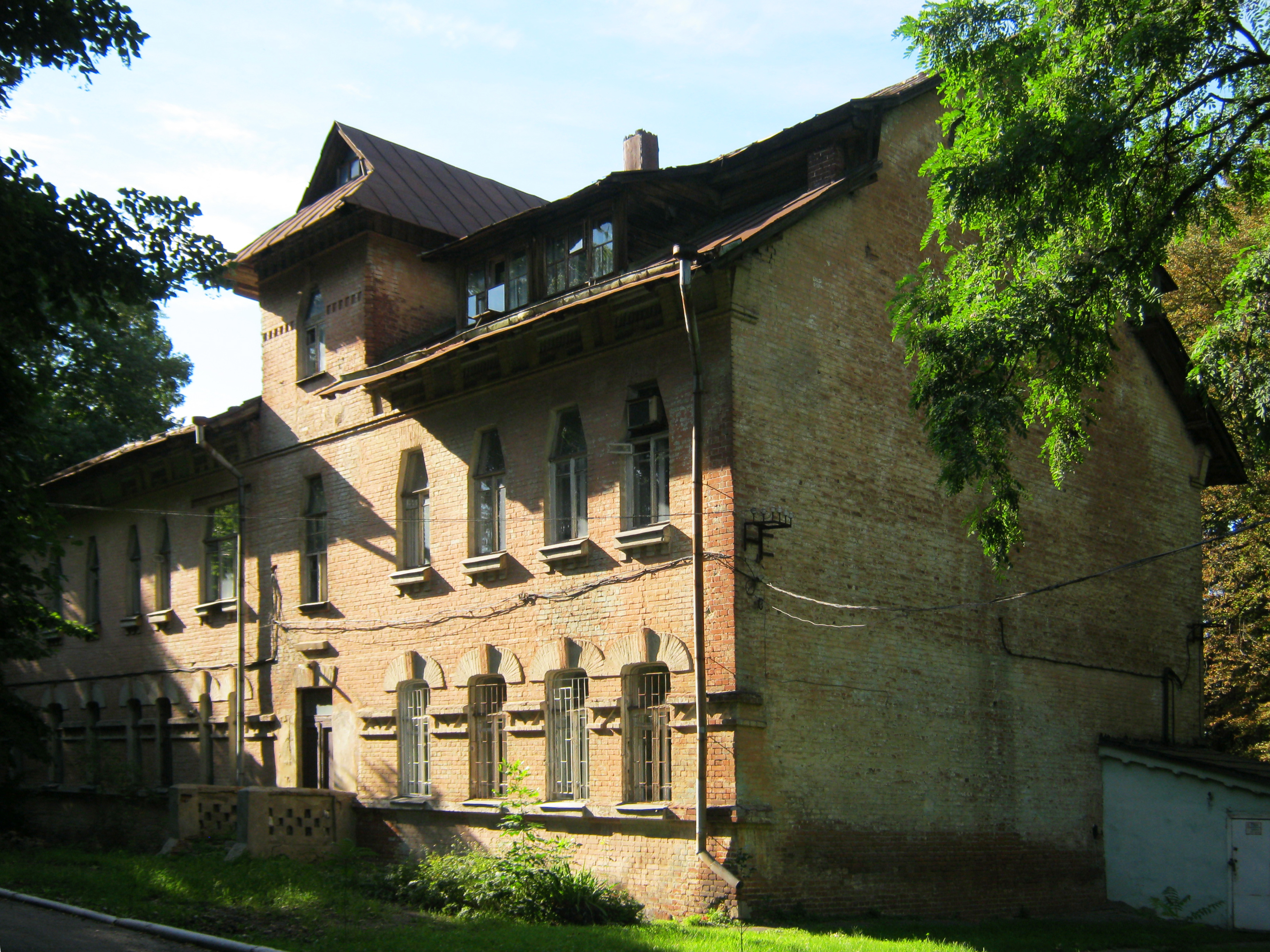
Головний корпус. Задній фасад
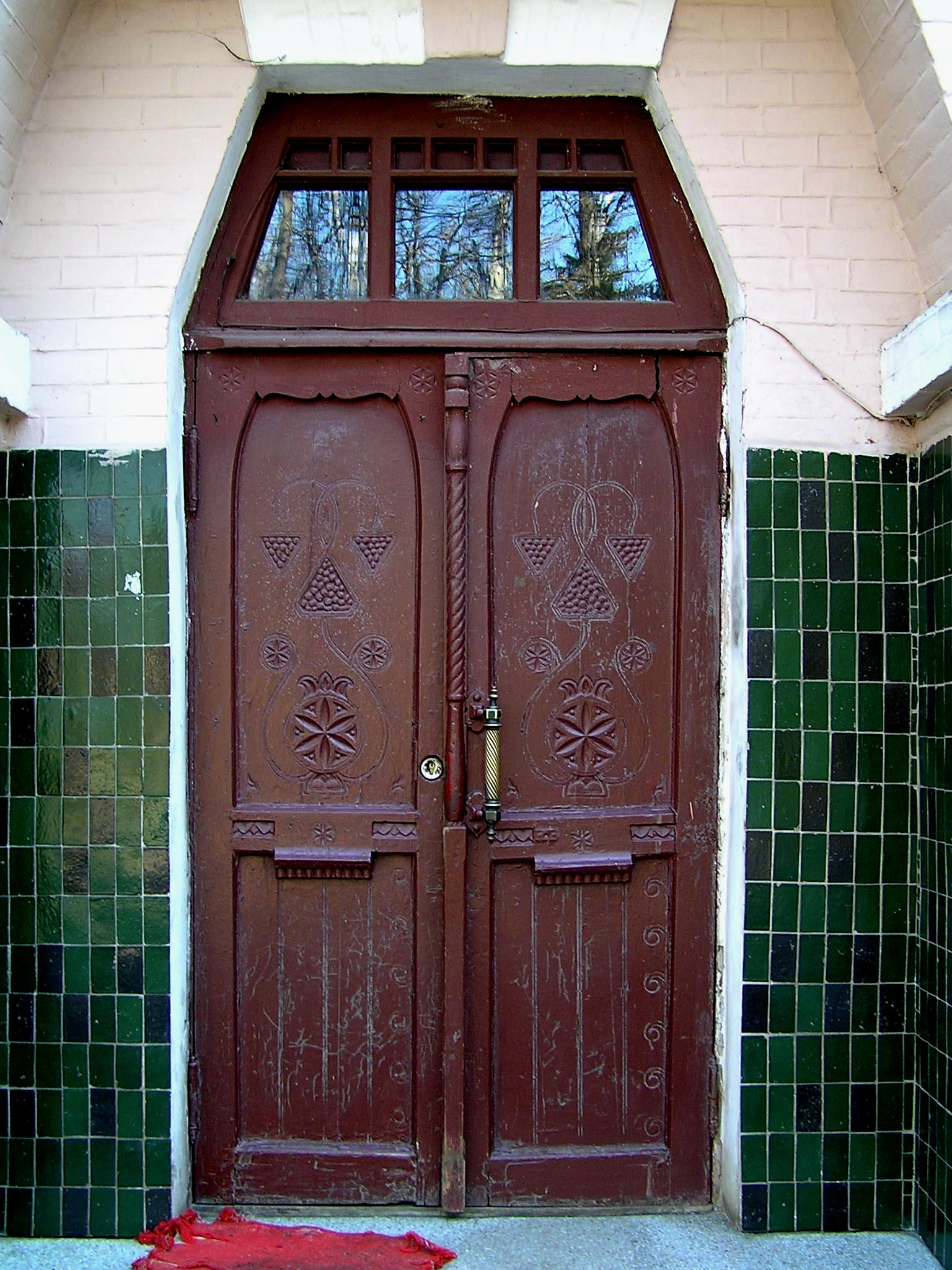
Двері входу головного корпусу
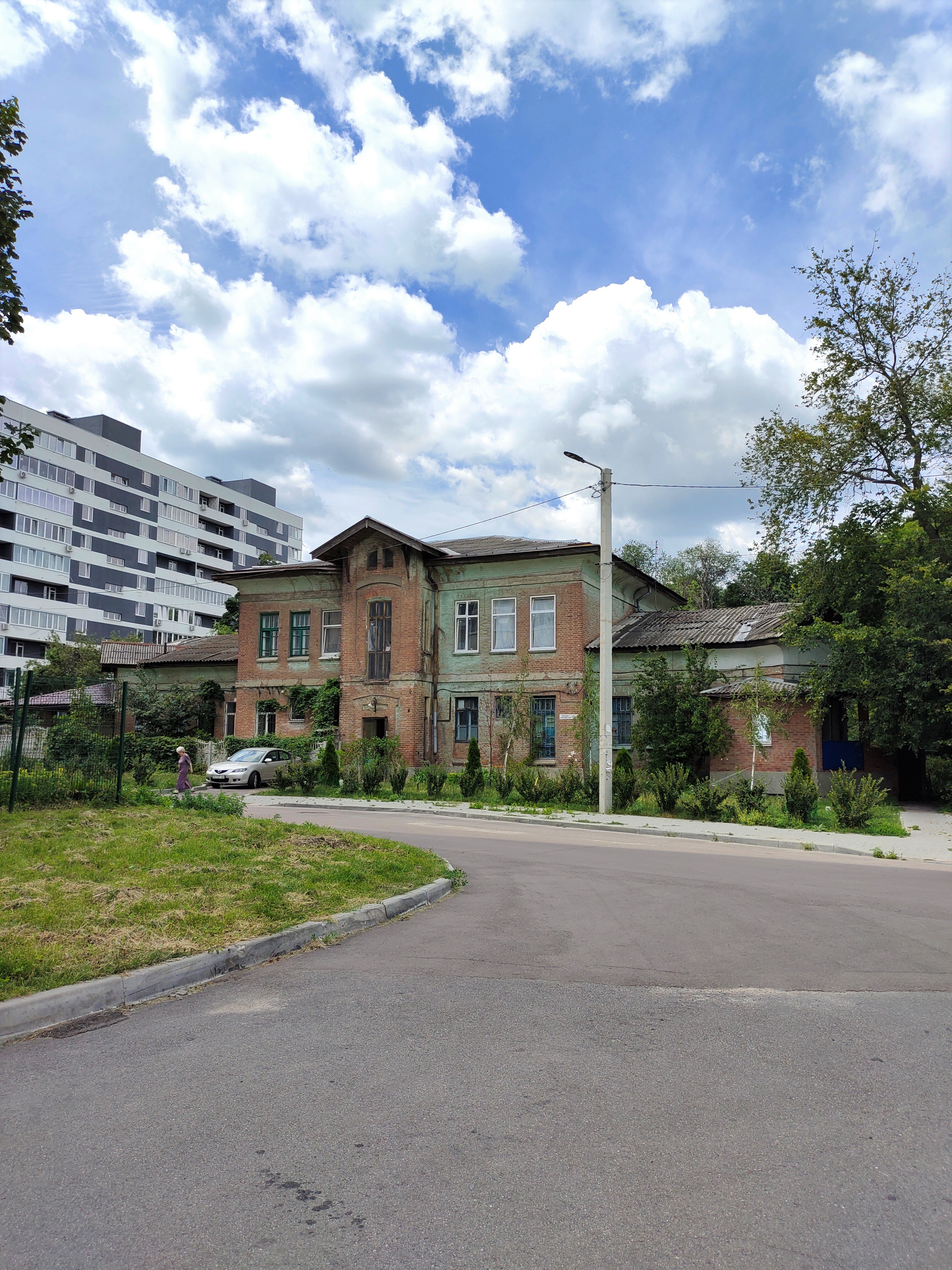
Житловий будинок
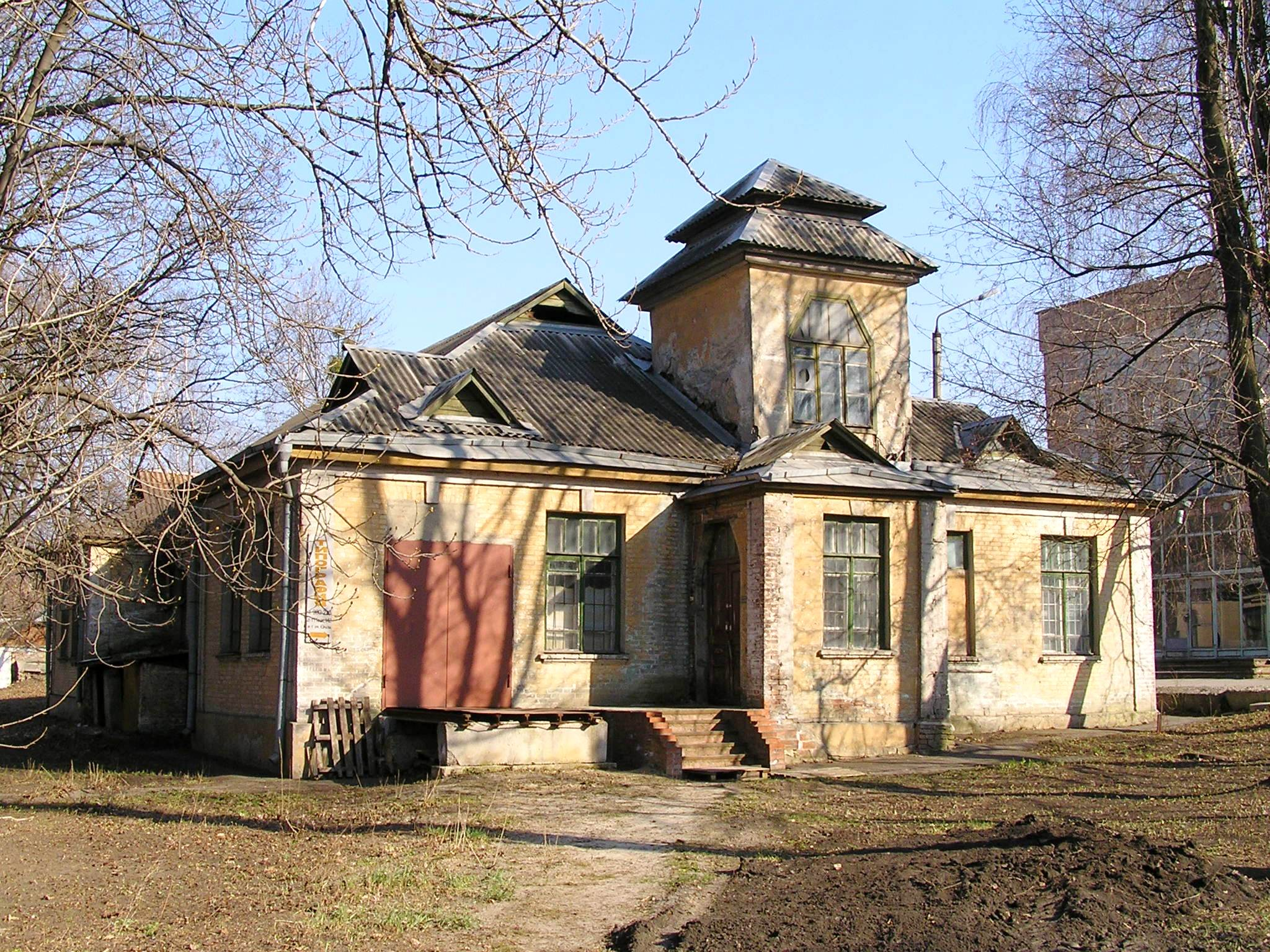
Господарська будівля
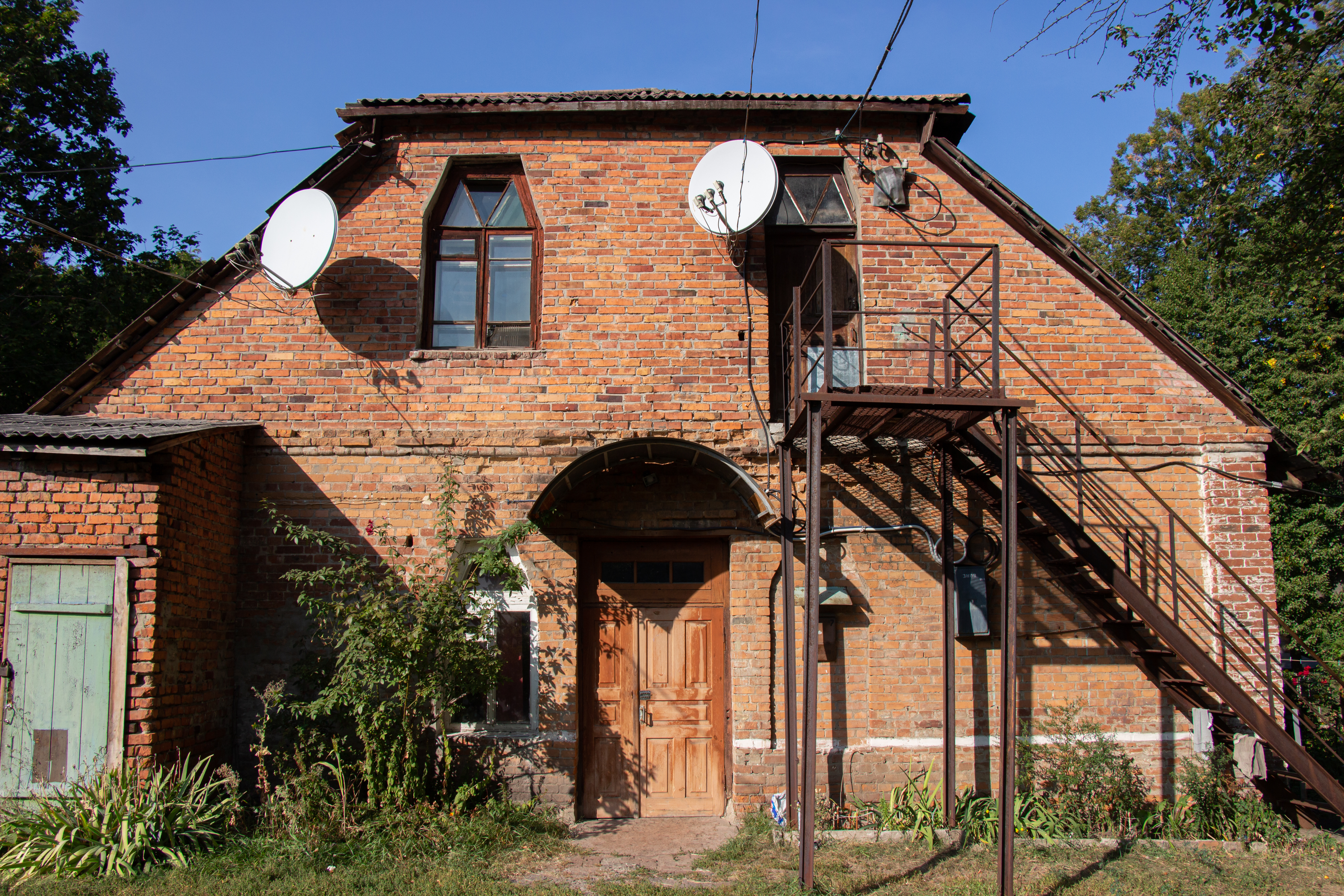
Житловий будинок
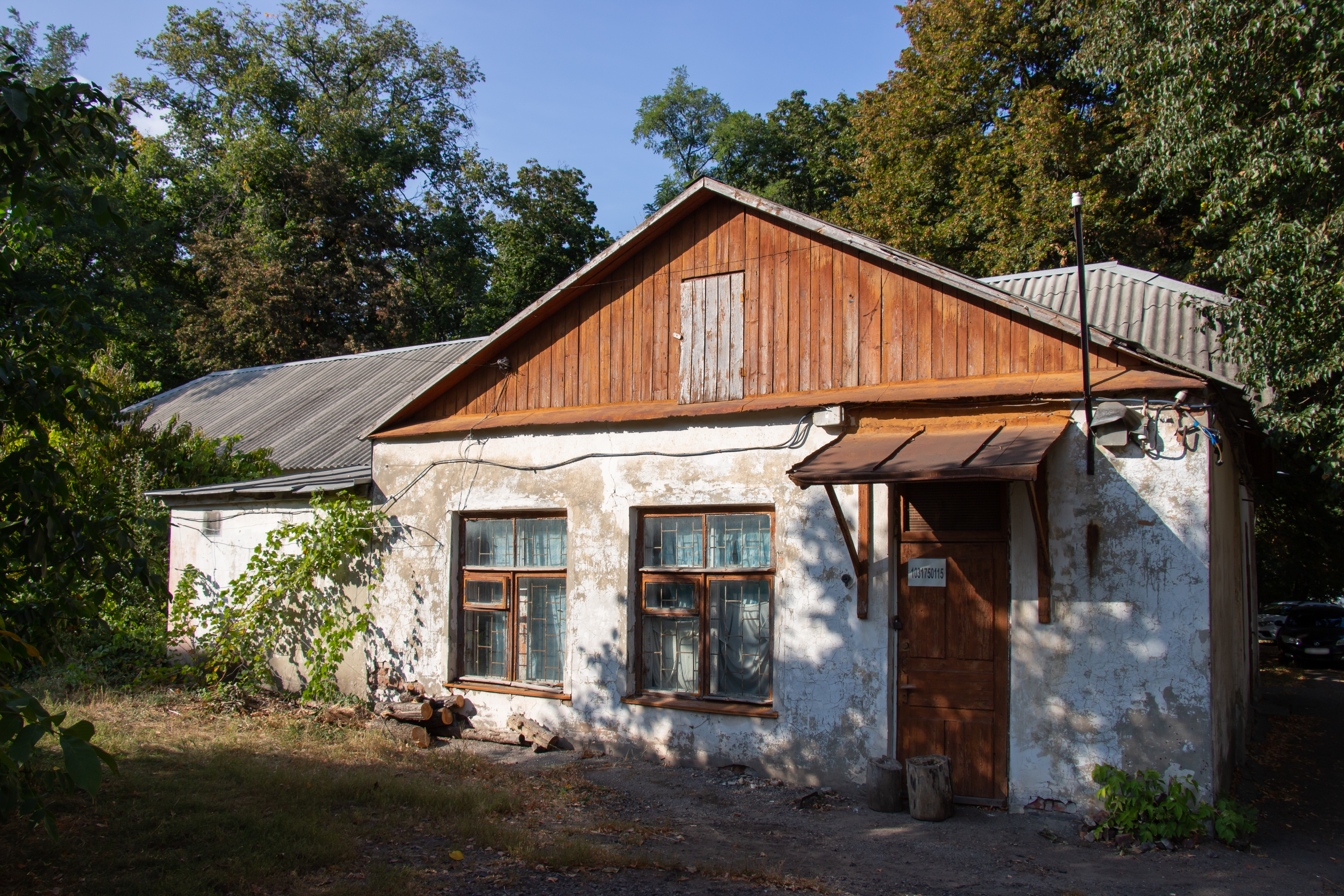
Господарська будівля
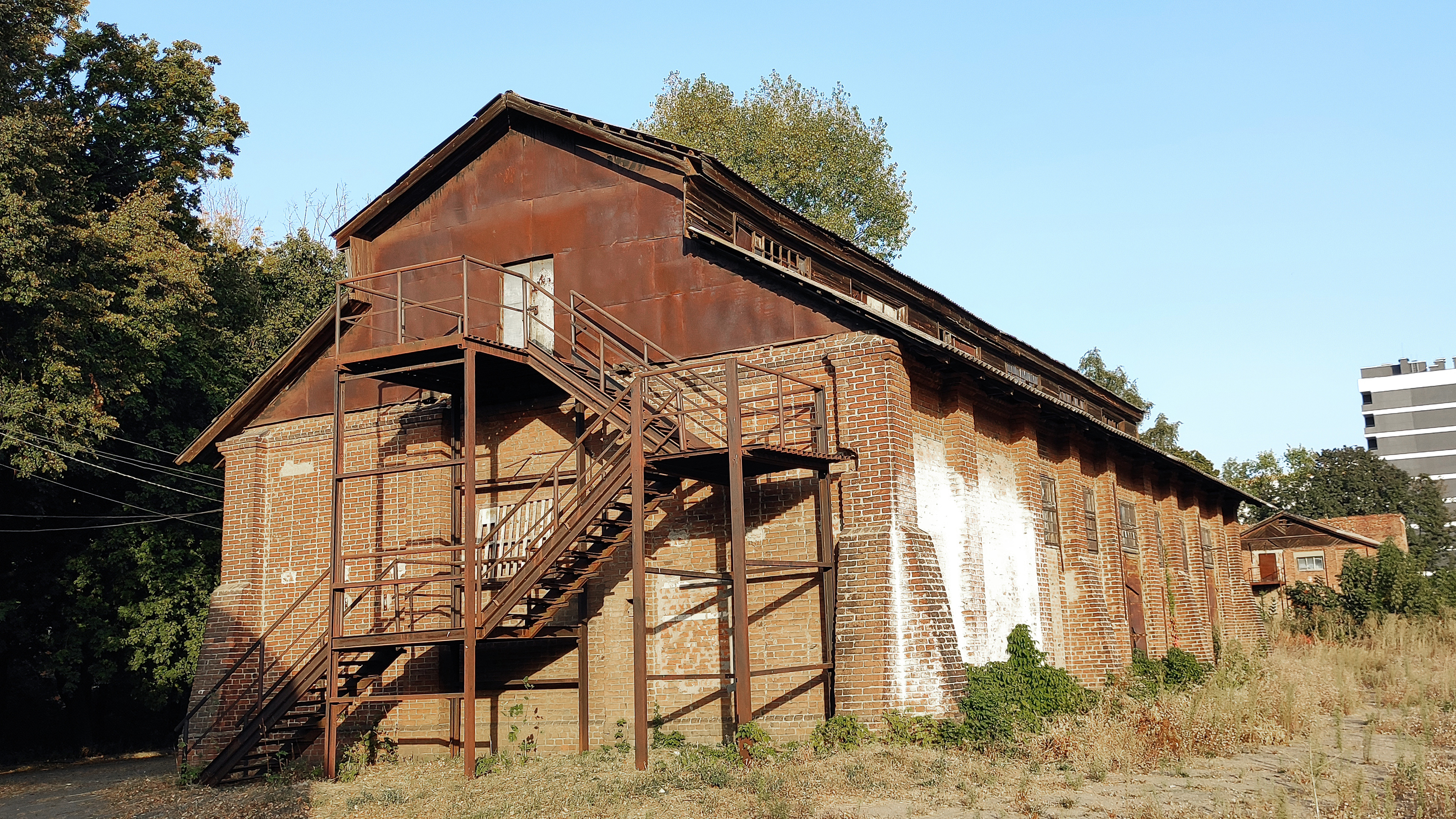
Господарська будівля